# Marek Cichocki
Marek Aleksander Cichocki (ur. 9 maja 1966 w Warszawie) – polski filozof i politolog, profesor nauk społecznych, historyk idei politycznych, dziennikarz i publicysta, doradca społeczny prezydenta Lecha Kaczyńskiego.

## Życiorys
Ukończył studia w zakresie filologii germańskiej na Uniwersytecie Warszawskim (1992). W 1998 uzyskał stopień doktora nauk humanistycznych w zakresie filozofii w Instytucie Filozofii i Socjologii Polskiej Akademii Nauk (na podstawie rozprawy pt. „Konserwatyzm afirmatywny”. Struktura konserwatywnego myślenia w tradycji niemieckiej filozofii politycznej od politycznego romantyzmu do Carla Schmitta). W 2013 uzyskał stopień doktora habilitowanego nauk humanistycznych w Instytucie Stosowanych Nauk Społecznych Uniwersytetu Warszawskiego. W 2023 otrzymał tytuł profesora nauk społecznych.
W latach 1996–2000 był asystentem, a następnie adiunktem w Katedrze im. Erazma z Rotterdamu przy Instytucie Stosowanych Nauk Społecznych Uniwersytetu Warszawskiego. Od 2001 do 2015 pracował jako adiunkt w ISNS. W latach 2000–2002 wykładał nauki polityczne w Wyższej Szkole Dziennikarskiej im. Melchiora Wańkowicza w Warszawie. Został też członkiem Collegium Invisibile. Objął stanowisko profesorskie w Collegium Civitas, został też wykładowcą w Kolegium Europejskim w Natolinie.
Zajmuje się historią idei politycznych, w szczególności myślą konserwatywną i jej współczesną recepcją, jak również bieżącymi problemami społeczno-politycznymi, w tym stosunkami międzynarodowymi, a zwłaszcza relacjami polsko-niemieckimi.
Od 2000 był dyrektorem programowym w Centrum Stosunków Międzynarodowych w Warszawie, a w 2004 został dyrektorem programowym w Centrum Europejskim Natolin i redaktorem naczelnym pisma „Nowa Europa. Przegląd Natoliński”. Od 2003 jest wydawcą i redaktorem naczelnym rocznika „Teologia Polityczna”. Współpracownik krakowskiego Ośrodka Myśli Politycznej. Opublikował wiele książek, esejów i artykułów z dziedziny filozofii, politologii i stosunków międzynarodowych, m.in. Polska-Unia Europejska, w pół drogi (2002), Porwanie Europy (2004), Władza i pamięć (2005), Problemy politycznej jedności w Europie (2012), Unia w Unii? Strefa euro w przebudowie (2015).
Od 2007 był doradcą społecznym prezydenta Lecha Kaczyńskiego ds. traktatu konstytucyjnego i przyszłości UE. Podczas szczytu Unii Europejskiej w Brukseli 21–22 czerwca 2007 był głównym negocjatorem ze strony polskiej (tzw. szerpą). W latach 2007–2010 z Dariuszem Gawinem i Dariuszem Karłowiczem prowadził w TVP Kultura program Trzeci punkt widzenia. Powrócił do jego prowadzenia po wznowieniu programu w 2016.

## Odznaczenia i wyróżnienia
W 2019 otrzymał Nagrodę Literacką im. Józefa Mackiewicza za książkę Północ i Południe. Teksty o polskiej kulturze i historii. W 2022 wyróżniony Nagrodą im. Tomasza Merty „Między literaturą a historią”. W 2023 został udekorowany Medalem Stulecia Odzyskanej Niepodległości.

## Publikacje
- Ciągłość i zmiana. Czy konserwatyzm może nie być rewolucyjny?, Biblioteka „Więzi”, Warszawa 1999, ISBN 978-83-88032-03-5.
- Porwanie Europy, Ośrodek Myśli Politycznej i Księgarnia Akademicka, Kraków-Warszawa 2004, ISBN 83-7188-727-2.
- Władza i pamięć. O politycznej funkcji historii, Ośrodek Myśli Politycznej i Wyższa Szkoła Europejska im. ks. Józefa Tischnera w Krakowie, Kraków 2005, ISBN 978-83-60125-20-5.
- Problem politycznej jedności w Europie, PISM, Warszawa 2012, ISBN 978-83-62453-35-1.
- Północ i Południe. Teksty o polskiej kulturze i historii, Fundacja Świętego Mikołaja i Redakcja „Teologii Politycznej”, Warszawa 2018, ISBN 978-83-62884-81-0.
- Początek końca historii. Tradycje polityczne w XIX wieku, PIW, Warszawa 2021, ISBN 978-83-8196-328-2.
- Walka o świat, PIW, Warszawa 2022, ISBN 978-83-8196-537-8.